# Roadracing-VM 1998
Världsmästerskapen i Roadracing 1998 arrangerades av Internationella motorcykelförbundet och innehöll klasserna 500GP, 250GP och 125GP i Grand Prix-serien samt Superbike och Endurance. VM-titlar delades ut till bästa förare och till bästa konstruktör. Grand Prix-serien kördes över 16 omgångar.
| Världsmästare i roadracing 1998 | Världsmästare i roadracing 1998         | Världsmästare i roadracing 1998 |
| Klass                           | Mästare individuellt                    | Mästare konstruktörer           |
| ------------------------------- | --------------------------------------- | ------------------------------- |
| 500GP                           | Mick Doohan (Honda)                     | Honda                           |
| 250GP                           | Loris Capirossi (Aprilia)               | Aprilia                         |
| 125GP                           | Kazuto Sakata (Aprilia)                 | Honda                           |
| Superbike                       | Carl Fogarty (Ducati)                   | Ducati                          |
| Endurance                       | Doug Polen, Christian Lavieille (Honda) | -                               |
| Sidvagn                         | Steve Webster/David James               | -                               |

## 500 GP
Mick Doohan försvarade sin titel och vann för femte året i rad. Han fick dock hårt motstånd av nykomlingen Max Biaggi, men till slut var ändå Doohans titel inte i fara, eftersom han vann åtta race, mot Biaggis två. Trea blev Álex Crivillé.

### Banor och vinnare
| Grand Prix     | Bana           | Vinnare       | Märke  |
| -------------- | -------------- | ------------- | ------ |
| Japan          | Suzuka         | Max Biaggi    | Honda  |
| Malaysia       | Johor          | Mick Doohan   | Honda  |
| Spanien        | Jerez          | Àlex Crivillé | Honda  |
| Italien        | Mugello        | Mick Doohan   | Honda  |
| Frankrike      | Paul Ricard    | Àlex Crivillé | Honda  |
| Madrid         | Jarama         | Carlos Checa  | Honda  |
| Holland        | Assen          | Mick Doohan   | Honda  |
| Storbritannien | Donington Park | Simon Crafar  | Yamaha |
| Tyskland       | Sachsenring    | Mick Doohan   | Honda  |
| Tjeckien       | Brno           | Max Biaggi    | Honda  |
| Imola          | Imola          | Mick Doohan   | Honda  |
| Katalonien     | Barcelona      | Mick Doohan   | Honda  |
| Australien     | Phillip Island | Mick Doohan   | Honda  |
| Argentina      | Buenos Aires   | Mick Doohan   | Honda  |

### Slutställning
| Plats | Förare         | Team           | Poäng |
| ----- | -------------- | -------------- | ----- |
| 1     | Mick Doohan    | Repsol Honda   | 260   |
| 2     | Max Biaggi     | Marlboro Honda | 208   |
| 3     | Àlex Crivillé  | Repsol Honda   | 198   |
| 4     | Carlos Checa   | Honda          | 139   |
| 5     | Alex Barros    | Honda          | 138   |
| 6     | Norifumi Abe   | Yamaha         | 128   |
| 7     | Simon Crafar   | Yamaha         | 119   |
| 8     | Tadayuki Okada | Honda          | 106   |
| 9     | Nobuatsu Aoki  | Suzuki         | 101   |
| 10    | Régis Laconi   | Yamaha         | 86    |

## 250 GP
Det utbröt en rejäl skandal i sista loppet i Argentina, när Loris Capirossi körde av Tetsuya Harada och vann VM, med Harada på tredjeplats, bakom Valentino Rossi. Capirossi blev sparkad av hans och Haradas Apriliastall efteråt för den osportsliga manövern och blev hårt kritiserad efteråt.

### Delsegrare
| Bana           | Vinnare           | Märke   |
| -------------- | ----------------- | ------- |
| Suzuka         | Daijiro Kato      | Honda   |
| Johor          | Tetsuya Harada    | Aprilia |
| Jerez          | Loris Capirossi   | Aprilia |
| Mugello        | Marcellino Lucchi | Aprilia |
| Paul Ricard    | Tetsuya Harada    | Aprilia |
| Jarama         | Tetsuya Harada    | Aprilia |
| Assen          | Valentino Rossi   | Aprilia |
| Donington Park | Loris Capirossi   | Aprilia |
| Nürburgring    | Tetsuya Harada    | Aprilia |
| Brno           | Tetsuya Harada    | Aprilia |
| Imola          | Valentino Rossi   | Aprilia |
| Barcelona      | Valentino Rossi   | Aprilia |
| Phillip Island | Valentino Rossi   | Aprilia |
| Buenos Aires   | Valentino Rossi   | Aprilia |

### Slutställning
| Plats | Förare            | Märke   | Poäng |
| ----- | ----------------- | ------- | ----- |
| 1     | Loris Capirossi   | Aprilia | 224   |
| 2     | Valentino Rossi   | Aprilia | 201   |
| 3     | Tetsuya Harada    | Aprilia | 200   |
| 4     | Tohru Ukawa       | Honda   | 148   |
| 5     | Olivier Jacque    | Honda   | 116   |
| 6     | Haruchika Aoki    | Honda   | 112   |
| 7     | Stefano Perugini  | Honda   | 102   |
| 8     | Takeshi Tsujimura | Yamaha  | 92    |

## 125GP
Japanen Katuzo Sakata på Aprilia blev världsmästare.

### Delsegrare 125GP
| Bana           | Vinnare           | Märke   |
| -------------- | ----------------- | ------- |
| Suzuka         | Kazuto Sakata     | Aprilia |
| Johor          | Noboru Ueda       | Honda   |
| Jerez          | Kazuto Sakata     | Aprilia |
| Mugello        | Tomomi Manako     | Honda   |
| Paul Ricard    | Kazuto Sakata     | Aprilia |
| Jarama         | Lucio Cecchinello | Honda   |
| Assen          | Marco Melandri    | Honda   |
| Donington Park | Kazuto Sakata     | Aprilia |
| Nürburgring    | Tomomi Manako     | Honda   |
| Brno           | Marco Melandri    | Honda   |
| Imola          | Tomomi Manako     | Honda   |
| Barcelona      | Tomomi Manako     | Honda   |
| Phillip Island | Masao Azuma       | Honda   |
| Buenos Aires   | Tomomi Manako     | Honda   |

### Slutställning 125GP[1]
| Plats | Förare             | Startnr | Land      | Motorcykel | Poäng | Segrar |
| ----- | ------------------ | ------- | --------- | ---------- | ----- | ------ |
| 1     | Kazuto Sakata      | 4       | Japan     | Aprilia    | 229   | 4      |
| 2     | Tomomi Manako      | 3       | Japan     | Honda      | 217   | 5      |
| 3     | Marco Melandri     | 13      | Italien   | Honda      | 202   | 2      |
| 4     | Masao Azuma        | 20      | Japan     | Honda      | 135   | 1      |
| 5     | Lucio Cecchinello  | 10      | Italien   | Honda      | 130   | 1      |
| 6     | Mirko Giansanti    | 32      | Italien   | Honda      | 113   | 0      |
| 7     | Masaki Tokudome    | 5       | Japan     | Aprilia    | 97    | 0      |
| 8     | Gianluigi Scalvini | 8       | Italien   | Honda      | 89    | 0      |
| 9     | Roberto Locatelli  | 15      | Italien   | Honda      | 87    | 0      |
| 10    | Frédéric Petit     | 9       | Frankrike | Honda      | 78    | 0      |

Totalt tog 34 förare VM-poäng.